# Rudolf Havlík (házenkář)
Rudolf Havlík (28. května 1938 Starý Plzenec, Československo – 16. prosince 2015) byl československý házenkář a zlatý medailista z mistrovství světa v házené ve Švédsku v roce 1967. Hrával na postu spojka.

## Kariéra
Hráčskou kariéru začínal v týmu Spartak Starý Plzenec. V roce 1956 pak hrál chvíli za Škodu Plzeň. Později přestoupil do týmu Dukla Praha, kde působil několik sezon (1956/73). S Duklou Praha tak slavil deset ligových mistrovských titulů a také vítězství v Poháru mistrů evropských zemí v roce 1963.
Po ukončení hráčské kariéry působil jako trenér řady klubů Československa (mimo jiné Dukly Prahy, se kterou slavil další tři tituly), ale také na Islandu (šest sezón u dvou týmů z Reykjavíku), v Německu a Rakousku. V letech 1978–82 vedl Československý národní tým. Od léta do konce roku 2002 působil také například jako trenér v Považskej Bystrici. Naposledy působil coby trenér mladých házenkářů z týmu Sokol Kobylisy.